# Cimbergo
Cimbergo là một đô thị trong tỉnh tỉnh Brescia thuộc vùng Lombardia, Ý. Đô thị này có diện tích 26 km², dân số 573 người. Các đô thị giáp ranh gồm: 
Capo di Ponte, Cedegolo, Ceto, Cevo, Paspardo